# Petronor
Petronor, acrónimo de Petróleos del Norte, S. A., es una empresa petrolífera española, filial del grupo Repsol. Su objeto social es el refino y comercialización de diferentes productos petrolíferos, así como de sus derivados. La empresa fue fundada en Bilbao (Vizcaya) en 1968 para poder hacer efectiva una licencia para la construcción y explotación de una refinería otorgada por el Gobierno franquista a un grupo de industriales vascos.

## Historia
Petronor fue fundada el 30 de noviembre de 1968, interviniendo en su creación figuras de la burguesía vasca como Javier Ybarra, Fernando Ybarra, Pedro Careaga o Alfonso de Churruca —este último presidente de CAMPSA—. La empresa nacía con el objetivo de construir una refinería de petróleo en el norte de España, tras haber recibido autorización para ello por parte del régimen franquista. A comienzos de la década de 1970 en el accionariado de la sociedad Petronor participaban Gulf Oil, Campsa, Río Gulf-Explosivos Río Tinto y varias entidades financieras de ámbito vizcaíno.
En el verano de 1972 la prevista refinería de Musques entró en servicio. En 1989, en pleno proceso de reorganización del sector petrolífero español, Petronor entró en la órbita del grupo energético Repsol. Ese año Repsol firmó un acuerdo estratégico con Petróleos Mexicanos (PEMEX) mediante el cual adquiría el 34,3% de la participación que la empresa mexicana poseía en Petronor, aumentando con posterioridad su presencia en el accionariado. A partir de entonces Petronor se convirtió virtualmente en una filial de Repsol, aunque manteniendo su identidad propia.

## Instalaciones

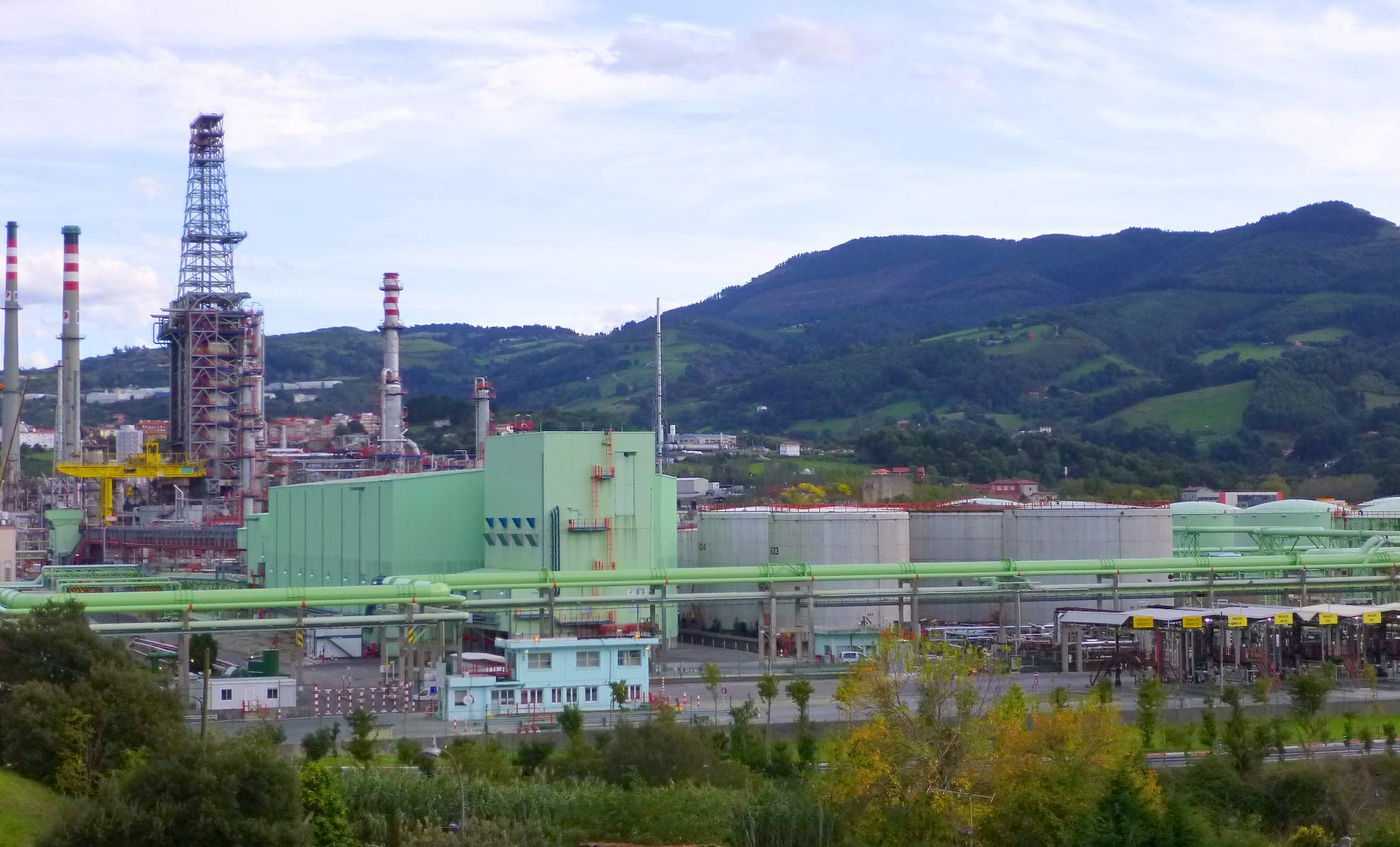
Refinería de Somorrostro en Musques

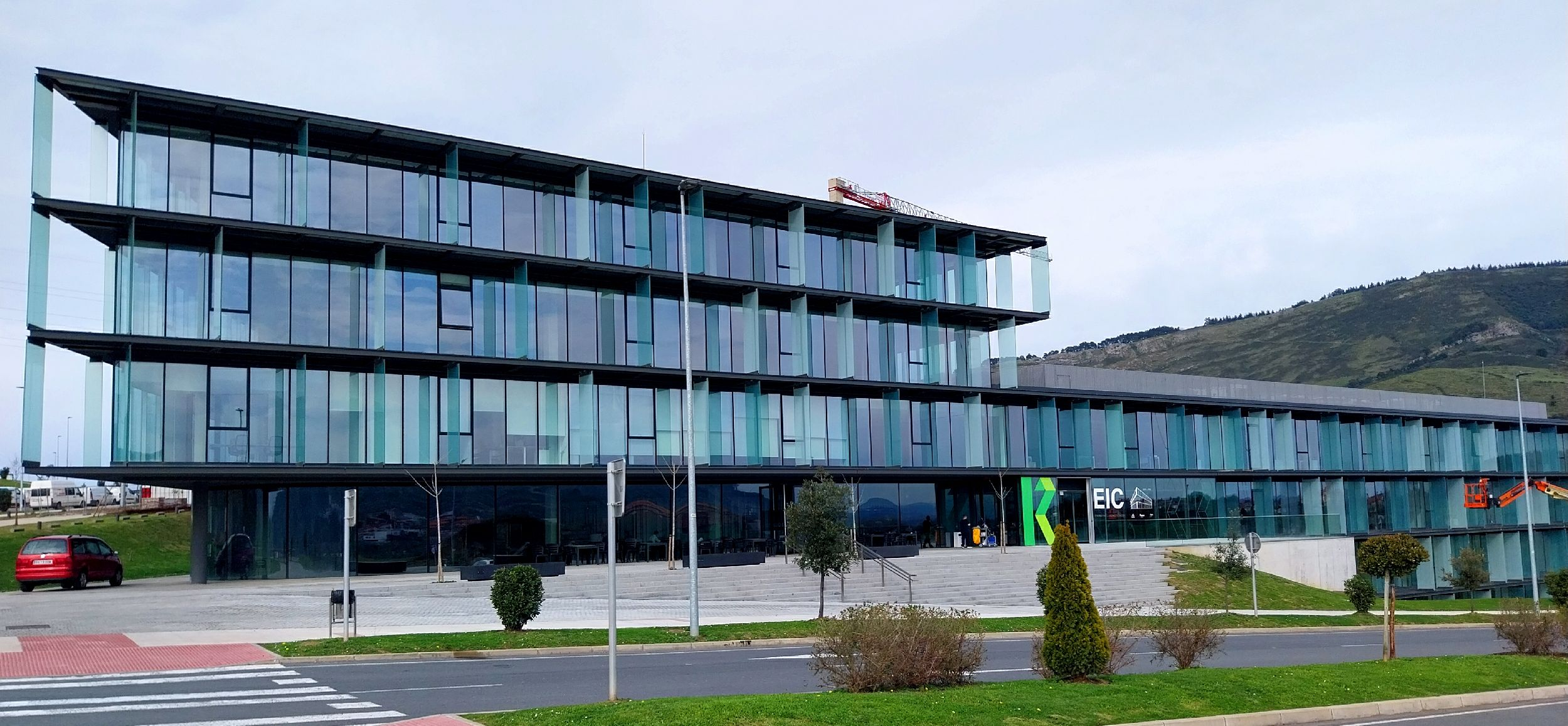
El Energy Intelligence Center (EIC), en el Parque Tecnológico de Ezkerraldea-Meatzaldea de Abanto y Ciérvana, sede corporativa de Petronor desde 2023

Sus principales instalaciones se distribuyen dentro de los términos municipales de Musques, Abanto y Ciérvana. En la actualidad, su refinería es la mayor de España, con una capacidad de once millones de toneladas anuales de hidrocarburos. En 2007, Petronor elevó su beneficio un 18 %, hasta los 295 millones de euros. La cifra de negocio ascendió a 5585 millones. En 2008, aun aumentando su producción, redujo sus beneficios.
La compañía cuenta con una amplia red de gasolineras, distribuidas en su mayoría por las provincias del norte de España, presencia que los accionistas de la compañía tratan de mantener y reforzar dada la imagen que la compañía tiene en esa área geográfica, siendo otros de sus objetivos en el futuro la instalación en Musques (Vizcaya) desde el año 2008 de la unidad URF (Unidades para la Reducción del Fuelóleo) conocida también como planta de coque para la reducción de fuelóleos que supone una inversión de 750 millones de euros.

## Organización

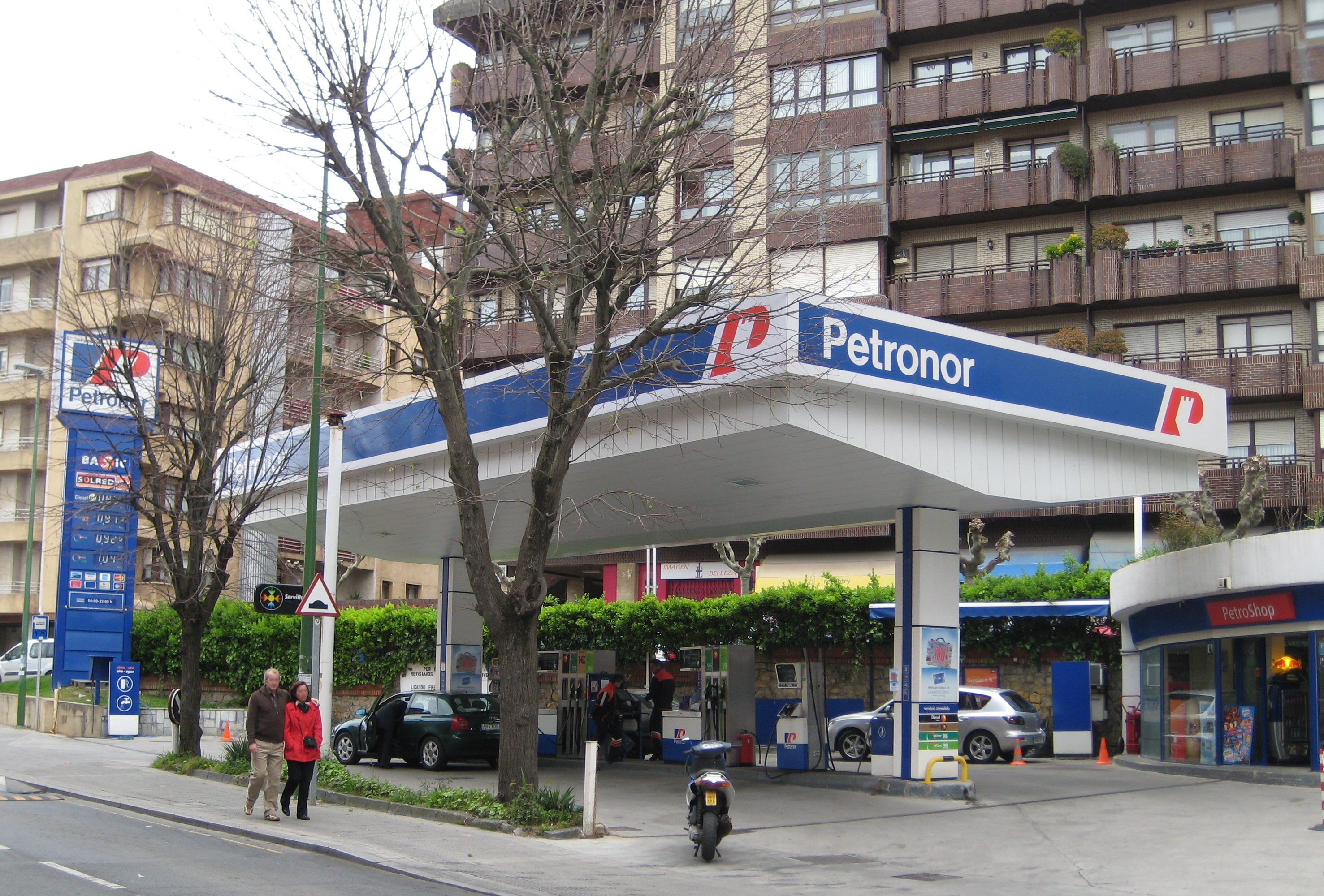
Gasolinera en Algorta.

Desde julio de 2008, Petronor fue presidida por Josu Jon Imaz, doctor en Ciencias Químicas y expresidente del Partido Nacionalista Vasco (PNV). Imaz sustituyó a Pedro Fernández Frial, que siguió ligado a la firma como consejero. Desde junio de 2015 el presidente es Emiliano López Achurra.
La empresa ha sido criticada por la contaminación que genera. El proyecto de construcción de una planta de tratamiento de coque ha recibido una fuerte oposición en su entorno cercano.
Su emblema comercial es una P dentada a semejanza de las almenas del castillo de Muñatones, construcción de 1339 que se encuentra enclavada junto a la refinería. El actual logotipo es una adaptación del emblema original ideado por José Manuel de Sendagorta - hermano del primer presidente de Petronor, Enrique de Sendagorta Aramburu- en el insomnio de una noche de tren. Esta enseña fue empleada también por la naviera Petronor hasta su cese de actividades en 1990 y ser sucedida por la Naviera del Golfo de Vizcaya.

## Propiedad
La participación social en Petronor corresponde a:
- Repsol: 85,98%
- Kutxabank: 14,02%

## Patrocinios deportivos
Petronor patrocina a clubes deportivos de su entorno (comarcas de Zona Minera, Margen Izquierda y Las Encartaciones). Desde 1984 patrocina la regata de Zierbena a la que dio el nombre de Bandera Petronor. Ha patrocinado además pruebas como la Regata 5 Océanos de 2007, la Copa del Mundo de Fútbol Playa y el Memorial Iván López de Motocross de 2004.
En 1997, patrocinó al equipo ciclista Euskadi-Petronor (posteriormente Euskaltel-Euskadi). En 2008 Petronor firmó un acuerdo con el Athletic Club para patrocinar al equipo vizcaíno mediante la inserción de publicidad en la camiseta a cambio de 6 millones de euros en 3 temporadas. Por primera vez en los 110 años de historia del Athletic Club aparecía el logotipo de una empresa privada en la elástica rojiblanca. El acuerdo fue renovado en 2011 para otras tres temporadas (hasta 2014).